# Frans Kempe

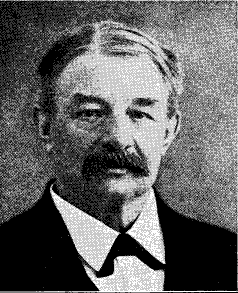
Frans Kempe

Frans Christoffer Kempe (* 5. März 1847 in Härnösand; † 26. Mai 1924 in Stockholm) war ein schwedischer Industrieller und zwischen 1884 und 1917 CEO von MoDo (Vorgänger des heutigen Holmen-Konzerns).
Frans Kempe war eines der elf Kinder Johan Carl Kempes, seine Mutter war dessen zweite Frau Fanny (geborene Franzén). Er studierte Medizin an der Universität Uppsala, wo er sich mit Theodor Magnus Fries anfreundete, dessen Vaters (Elias Fries) Herbarium er später vor einem Verkauf ins Ausland rettete. Nach dem Bachelor verließ der jedoch die Universität, um wie sein Vater in der Holzindustrie zu arbeiten. 1884 wurde Frans Kempe CEO von Mo och Domsjö AB, welches er Anfang des 20. Jahrhunderts zu einem nationalen Großkonzern ausbaute. Kempe galt als eine verantwortungsbewusste Person gegenüber seinen Arbeitern, unter denen er sehr beliebt war. Er investierte große Summen in die Pflege der Waldbestände des Unternehmens (sein Interesse für die Botanik hielt ein Leben lang) und baute auf den Norrbyskären eine damals einmalige Arbeitersiedlung. 1900 wurde ihm die Ehrendoktorwürde der Universität Uppsala verliehen, 1922 wurde er in die Königlich Schwedische Akademie der Wissenschaften aufgenommen.